# John B. Goodenough
John Bannister Goodenough (25. července 1922 Jena, Německo – 25. června 2023) byl americký fyzik zabývající se zejména oblastí materiálů a fyzikou pevných látek, laureát Nobelovy ceny za chemii pro rok 2019 za vývoj lithium-iontových baterií. (V době předávání ceny byl nejstarším člověkem, kterému byla Nobelova cena udělena). Byl profesorem strojního inženýrství a materiálových věd na Texaské univerzitě v Austinu. Kromě jeho podílu na vývoji lithium-iontových baterií jsou známá i tzv. Goodenough – Kanamoriho pravidla týkající se magnetických vlastností materiálů.

## Život a kariéra
Narodil se v německé Jeně americkým rodičům, jeho otec Erwin Ramsdell Goodenough (1893–1965) se později stal profesorem historie náboženství na Yaleově univerzitě. Tam studoval i John, který během studia a po absolvování univerzity sloužil jako vojenský meteorolog ve druhé světové válce. Titul Ph.D. pak získal v roce 1952 na Chicagské univerzitě (jeho doktorským vedoucím byl Clarence Zener). Stal se vědeckým pracovníkem v Lincolnově laboratoři Massachusettského technologického institutu, kde působil 24 let; podílel se tu mj. na vývoji magnetických pamětí RAM.
Na konci sedmdesátých a na začátku osmdesátých let 20. století pokračoval ve své kariéře jako vedoucí laboratoře anorganické chemie na Oxfordské univerzitě. Významný byl jeho přínos pro vývoj lithium-iontových akumulátorů; v roce 1980 objevil způsob, jak zdvojnásobit jejich kapacitu (výsledky využila firma Sony v roce 1991).
Od roku 1986 byl John Goodenough profesorem na Texaské univerzitě v Austinu. V roce 2017 (ve věku 94 let) představil se svým týmem koncept nové baterie, která místo kapalných elektrolytů používá skleněné elektrolyty a nahrazuje lithium mnohem levnějším a dostupnějším sodíkem.
Jeho publikační činnost zahrnovala více než 800 prací. Obdržel také řadu ocenění a je po něm pojmenována Cena Johna B. Goodenougha za vědu o materiálech. V roce 2019 mu byla spolu s Michaelem Stanleyem Whittinghamem a Akirou Jošino udělena Nobelova cena za chemii.